# Фінал Ліги націй УЄФА 2023
Фінал Ліги націй УЄФА 2023 — футбольний матч, який визначив переможців фіналу чотирьох Ліги націй УЄФА 2022—2023 років. Це був третій фінал турніру. Матч відбувся 18 червня 2023 року на стадіоні Де Кейп у Роттердамі, Нідерланди, а участь у ньому взяли Хорватія та Іспанія.
Іспанія виграла матч з рахунком 5:4 у серії пенальті після нічиєї 0:0 в основний і додатковий час, здобувши своє перше чемпіонство в Лізі націй УЄФА.

## Місце проведення
Королівська футбольна асоціація Нідерландів обрала Де Кейп одним із двох місць проведення фіналу чотирьох Ліги націй разом з ареною Де Гролс Весте. Амстердамська Йогана Кройф Арена, яка є найбільшим стадіоном у Нідерландах, була недоступна через концерт. Тому Де Кейп, другий за величиною стадіон у країні, було обрано для проведення першого півфіналу, у якому зіграє голландська команда, а також фіналу.
Стадіон, що відомий характерним дизайном у формі чаші, вміщує 51 117 місць і є домашньою ареною клубу «Феєнорд». Будівництво стадіону почалося в 1935 році, а він був відкритий у березні 1937 року. У 1994 році стадіон пройшов масштабну реконструкцію, він став багатомісним із подовженим дахом, щоб накрити всі місця. Тут проводяться матчі національної збірної Нідерландів, а також стадіон є місцем проведення фіналів Кубка Нідерландів з 1989 року. Де Куйп приймав численні фінали турнірів УЄФА, у тому числі два в Кубку європейських чемпіонів (1972 і 1982), шість у Кубку володарів кубків УЄФА (1963, 1968, 1974, 1985, 1991 і 1997) і два в Кубку УЄФА (1974 і 2002). Крім того, це було одне з місць проведення Євро-2000, приймаючи п'ять матчів, включаючи фінал між Францією та Італією. З 1978 року стадіон також використовується як концертний майданчик

## Шлях до фіналу

### Хорватія
Хорватія Златко Далича потрапила в групу А1 разом з Францією, Данією та Австрією. У дебютному матчі хорвати зазнали поразки від Австрії з рахунком 0:3 в Осієку, а потім зіграли внічию 1:1 у Спліті проти Франції, переможця попереднього турніру. Згодом балканці здобули дві виїзні перемоги, обидві з рахунком 1:0, проти Данії  та Франції, а завершили груповий етап ще двома перемогами, домашньою з рахунком 2:1 проти данців і на виїзді з рахунком 3:1 проти австрійців, здобувши таким чином перше місце в турнірній таблиці з 13 очками.
У півфіналі вони зустрілись з Нідерландами, перемігши їх в Роттердамі з рахунком 4:2 після додаткового часу.  Таким чином хорвати вперше у своїй історії вийшли в фінал Ліги націй через п'ять років після фіналу чемпіонату світу 2018 року, програного Франції.

### Іспанія
Іспанія під керівництвом Луїса де ла Фуенте, фіналіст попереднього турніру, потрапила до групи А2 разом із Португалією, Швейцарією та Чехією. У перших двох матчах групи іспанці зуміли зіграти внічию проти Португалії  та Чехії — 1:1 у Севільї та 2:2 у Празі відповідно. Перемігши на виїзді Швейцарію з рахунком 1:0, іберійці здобули ще одну перемогу вдома з рахунком 2:0 проти чехів. Далі іспанці неочікувано зазнали поразки 1:2 від швейцарців, але виїзна перемога 1:0 над португальцями в останньому турі, дозволила їм повернути собі перше місце в турнірній таблиці з 11 очками.
У півфіналі вони зустрілись з Італією, чинним чемпіоном Європи, перемігши їх в Енсхеде з рахунком 2:1. Таким чином іспанці вийшли у свій другий фінал Ліги націй поспіль.
| Збірна   | І  | О |
| -------- | -- | - |
| Хорватія | 13 | 6 |
| Данія    | 12 | 6 |
| Франція  | 5  | 6 |
| Австрія  | 4  | 6 |

| Збірна     | І  | О |
| ---------- | -- | - |
| Іспанія    | 11 | 6 |
| Португалія | 10 | 6 |
| Швейцарія  | 9  | 6 |
| Чехія      | 4  | 6 |

## Матч

### Хід гри
Після десяти хвилин гри Іспанія була близька до того, щоб вийти вперед двічі: спочатку Руїс, який, перехопивши передачу Юрановича, пробив прямо у ворота з гострого кута, але не зумів переграти Ліваковіча, а потім Гаві також не міг забити з хорошого положення. Хорватія відповіла небезпечними моментами через Пашалича та Перішича, але Унаї Сімон також успішно відвів загрозу. Таким чином, перший тайм закінчився без голів, хоча іспанці володіли м'ячем найбільше.
Але в другому таймі перша можливість була у хорватів: Перишич пройшов по флангу і віддав всередину на Юрановича, але він з вигідної позиції пробив у ворота. Іберійці відповіли ударом головою Асенсіо після навісу Альби, який ледь оминув поперечину. За 10 хвилин до кінця матчу Іспанія мала чудову нагоду від Ансу Фаті, який вийшов на заміну, завдав потужного удару, який, однак, був відбитий на лінії чудовим сейвом польового гравця Івана Перишича.
Після нульового результату гра перейшла в додатковий час. У першому овертаймі обидві команди були близькі до того, щоб забити. Близькими до цього були Маєр і Ольмо, які вийшли на заміну, але в обох випадках удари закінчувалися повз ворота. Через втому другі п'ятнадцять додаткових хвилин виявилися скупими на моменти, можна відзначити лише дальній удар Родрі, який пройшов повз хорватські ворота, тим самим перевівши гру у серію пенальті.
Усі перші шість пенальті були забиті до того, як іспанський воротар Унаї Сімон ногою відбив пенальті Ловро Маєра. Обидві команди забили ще один пенальті, перш ніж Аймерік Лапорт мав шанс виграти гру, але пробив у штангу. Тоді Сімон врятував свою команду після удару від Бруно Петковича, а Дані Карвахаль виграв трофей для Іспанії, забивши вирішальний удар.

### Деталі
| 18 червня 2023 20:45 CEST |

| Хорватія                                                 | 0–0      | Іспанія                                                  |
| -------------------------------------------------------- | -------- | -------------------------------------------------------- |
|                                                          | Протокол |                                                          |
|                                                          | Пенальті |                                                          |
| - Влашич - Брозович - Модрич - Маєр - Перишич - Петкович | 4–5      | - Хоселу - Родрі - Меріно - Асенсіо - Лапорт - Карвахаль |

| Де Кейп, Роттердам Глядачів: 41 110 Арбітр: Фелікс Цваєр (Німеччина) |

| Хорватія | Іспанія |

| ВР           | 1  | Доминик Ливакович |       |       |
| ЗХ           | 22 | Йосип Юранович    |       | 112'  |
| ЗХ           | 6  | Йосип Шутало      |       |       |
| ЗХ           | 5  | Мартін Ерлич      |       |       |
| ЗХ           | 14 | Іван Перишич      |       |       |
| ПЗ           | 11 | Марцело Брозович  |       |       |
| ПЗ           | 10 | Лука Модрич (к)   |       |       |
| ПЗ           | 8  | Матео Ковачич     |       |       |
| НП           | 15 | Маріо Пашалич     |       | 61'   |
| НП           | 16 | Лука Іванушець    |       | 78'   |
| НП           | 9  | Андрей Крамарич   |       | 90+1' |
| Заміни:      |    |                   |       |       |
| НП           | 17 | Бруно Петкович    | 90+2' | 61'   |
| ПЗ           | 13 | Никола Влашич     |       | 78'   |
| ПЗ           | 7  | Ловро Маєр        |       | 90+1' |
| ЗХ           | 2  | Йосип Станішич    |       | 112'  |
| Тренер:      |    |                   |       |       |
| Златко Далич |    |                   |       |       |

| ВР                | 23 | Унаї Сімон        |     |     |
| ЗХ                | 22 | Хесус Навас       |     | 97' |
| ЗХ                | 3  | Робен Ле Норман   |     | 78' |
| ЗХ                | 14 | Емерік Лапорт     |     |     |
| ЗХ                | 18 | Жорді Альба (к)   |     |     |
| ПЗ                | 16 | Родрі             | 97' |     |
| ПЗ                | 8  | Фабіан Руїс       |     | 78' |
| НП                | 10 | Марко Асенсіо     |     |     |
| НП                | 9  | Гаві              | 81' | 87' |
| НП                | 15 | Єремі Піно        |     | 66' |
| НП                | 7  | Альваро Мората    |     | 66' |
| Заміни:           |    |                   |     |     |
| НП                | 12 | Ансу Фаті         |     | 66' |
| НП                | 20 | Хоселу            |     | 66' |
| ПЗ                | 6  | Мікель Меріно     |     | 78' |
| ЗХ                | 4  | Начо              | 96' | 78' |
| НП                | 21 | Дані Ольмо        |     | 87' |
| ЗХ                | 2  | Данієль Карвахаль |     | 97' |
| Тренер:           |    |                   |     |     |
| Луїс де ла Фуенте |    |                   |     |     |

| Гравець матчу: Марцело Брозович (Хорватія) Помічники судді: Штефан Лупп (Німеччина) Марко Ахмюллер (Німеччина) Четвертий арбітр: Іван Кружляк (Словаччина) Відеоасистент арбітра: Марко Фріц (Німеччина) Помічники відеоасистента арбітра: Свен Яблонскі (Німеччина) Стюарт Аттвелл (Англія) | Регламент - 90 хвилин - 30 хвилин додаткового часу, якщо необхідно - Післяматчеві пенальті, якщо рахунок залишається рівним - Максимум дванадцять гравців на заміні - Максимум п'ять проведених замін, шоста дозволяється в додатковий час |

### Статистика
| Статистика       | Хорватія | Іспанія |
| ---------------- | -------- | ------- |
| Забиті голи      | 0        | 0       |
| Удари            | 4        | 6       |
| Удари в площину  | 3        | 0       |
| Сейви            | 1        | 3       |
| Володіння м'ячем | 47 %     | 53 %    |
| Кутові           | 1        | 2       |
| Фоли             | 5        | 8       |
| Офсайди          | 1        | 2       |
| Жовті картки     | 0        | 0       |
| Червоні картки   | 0        | 0       |

| Статистика       | Хорватія | Іспанія |
| ---------------- | -------- | ------- |
| Забиті голи      | 0        | 0       |
| Удари            | 3        | 9       |
| Удари в площину  | 0        | 1       |
| Сейви            | 1        | 0       |
| Володіння м'ячем | 51 %     | 49 %    |
| Кутові           | 1        | 1       |
| Фоли             | 4        | 7       |
| Офсайди          | 1        | 0       |
| Жовті картки     | 1        | 1       |
| Червоні картки   | 0        | 0       |

| Статистика       | Хорватія | Іспанія |
| ---------------- | -------- | ------- |
| Забиті голи      | 0        | 0       |
| Удари            | 5        | 6       |
| Удари в площину  | 2        | 0       |
| Сейви            | 0        | 2       |
| Володіння м'ячем | 46 %     | 54 %    |
| Кутові           | 2        | 5       |
| Фоли             | 2        | 3       |
| Офсайди          | 0        | 0       |
| Жовті картки     | 0        | 2       |
| Червоні картки   | 0        | 0       |

| Статистика       | Хорватія | Іспанія |
| ---------------- | -------- | ------- |
| Забиті голи      | 0        | 0       |
| Удари            | 12       | 21      |
| Удари в площину  | 5        | 1       |
| Сейви            | 2        | 5       |
| Володіння м'ячем | 48 %     | 52 %    |
| Кутові           | 4        | 8       |
| Фоли             | 11       | 18      |
| Офсайди          | 2        | 2       |
| Жовті картки     | 1        | 3       |
| Червоні картки   | 0        | 0       |